# Диапенсия
Диапенсия (лат. Diapensia) — род многолетних растений семейства Диапенсиевые (Diapensiaceae).
Латинское название рода происходит от греч. δια — чрез, сквозь и πενσος — боль, то есть растение, использовавшееся при лечении ран.

## Ботаническое описание
Небольшие вечнозелёные кустарники с жёсткими цельными листьями.
Цветки с белым, при отцветании опадающим, пятидольчатым венчиком белого цвета. Чашечка также пятидольчатая, при основании с прицветниками в количестве не более трёх. Тычинок 5. Столбик пестика нитевидный, рыльце цельное или слегка трёхлопастное. Завязи пятигнёздные.
Несколько видов произрастают в Гималаях, остальные — в арктической и высокогорной Евразии.

## Классификация

### Виды
По данным сайта GRIN, род Диапензия включает всего четыре вида:
- Diapensia himalaica Hook.f. & Thomson 1857
- Diapensia lapponica L. 1753 typus — Диапенсия лапландская
  - Diapensia lapponica subsp. obovata (F.Schmidt) Hultén 1948 — Диапенсия обратнояйцевидная
- Diapensia purpurea Diels 1912
- Diapensia wardii W.E.Evans 1927

### Таксономия
Род Диапенсия входит в семейство Диапенсиевые (Diapensiaceae) порядка Верескоцветные (Ericales).
|  |                                      |  |                                                             |                                                             |                        |  | ещё 17 семейства (согласно Системе APG II) |            |               |        |
|  |                                      |  |                                                             |                                                             |                        |  |                                            |            |               | 4 вида |
|  |                                      |  |                                                             | порядок Верескоцветные                                      |                        |  |                                            |            | род Диапенсия |        |
|  |                                      |  |                                                             | порядок Верескоцветные                                      |                        |  |                                            |            | род Диапенсия |        |
|  | отдел Цветковые, или Покрытосеменные |  |                                                             |                                                             | семейство Диапенсиевые |  |                                            |            |               |        |
|  | отдел Цветковые, или Покрытосеменные |  |                                                             |                                                             |                        |  |                                            |            |               |        |
|  |                                      |  | ещё 44 порядка цветковых растений (согласно Системе APG II) | ещё 44 порядка цветковых растений (согласно Системе APG II) |                        |  |                                            | ещё 2 рода | ещё 2 рода    |        |
|  |                                      |  |                                                             | ещё 44 порядка цветковых растений (согласно Системе APG II) |                        |  |                                            |            | ещё 2 рода    |        |